# Saint-Ouen-des-Champs
Saint-Ouen-des-Champs is een plaats en voormalige gemeente in het Franse departement Eure (regio Normandië) en telt 304 inwoners (2004). De plaats maakt deel uit van het arrondissement Bernay. Saint-Ouen-des-Champs is op 1 januari 2019 gefuseerd met de gemeenten Fourmetot en Saint-Thurien tot de gemeente Le Perrey. 

## Geografie
De oppervlakte van Saint-Ouen-des-Champs bedraagt 6,2 km², de bevolkingsdichtheid is 49,0 inwoners per km².
De onderstaande kaart toont de ligging van Saint-Ouen-des-Champs met de belangrijkste infrastructuur en aangrenzende gemeenten.

## Demografie
Onderstaande figuur toont het verloop van het inwonertal (bron: INSEE-tellingen).